# Carolina Michaëlis
Carolina Wilhelma Michaëlis de Vasconcelos OSE (Berlim, 15 de março de 1851 – Porto, 16 de novembro de 1925) foi uma crítica literária, escritora, lexicógrafa e professora universitária de nacionalidade prussiana e portuguesa, tendo sido a primeira mulher a leccionar numa universidade portuguesa, nomeadamente na Universidade de Lisboa e posteriormente na Universidade de Coimbra, e uma das duas primeiras a entrar na Academia das Ciências. Teve igualmente grande importância como mediadora entre a cultura portuguesa e a cultura alemã.

## Biografia

### Nascimento e Família

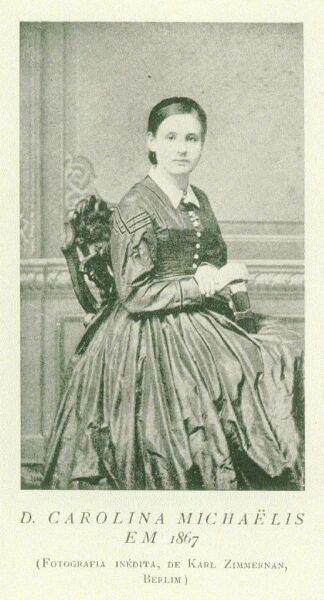
Retrato de Carolina Michäelis de Vasconcelos (1867). Fotografia de Karl Zimmernan

Nascida em Berlim, Prússia, na época parte da Confederação Germânica, a 15 de março de 1851, Carolina Wilhelma Michaëlis era filha do professor liceal de matemática e, mais tarde na universidade de fonética e estenografia, Gustav Michaëlis e de Henriette Louise Lobeck. Era a mais nova dos cinco filhos do casal, sendo irmã da lexicógrafa e autora dos primeiros dicionários Michaelis, Henriette Michaëlis.

### Primeiros anos
Desde muito cedo demonstrou ter uma rara aptidão e gosto pelas línguas e literatura germânica, eslava e latina, tendo ingressado com 7 anos no colégio feminino municipal Luisenschule já a saber ler e escrever. Aos 12 anos de idade tornou-se órfã de mãe, passando a ser educada pelo pai e tutelada pelo filólogo Eduard Matzner, diretor do colégio feminino que frequentou dos 7 aos 16 anos, e o romancista e amigo da família Carl Goldbeck, que a orientou em casa, dos 16 aos 25 anos, sendo então o ensino superior exclusivo ao sexo masculino. Estudou filologia clássica e românica, para além de literatura greco-romana, francesa, espanhola e italiana, entre outras.

Ainda em 1867, com apenas 16 anos de idade, Carolina começou a publicar em revistas alemãs da especialidade e, com 20 anos, já trabalhava como tradutora e intérprete de assuntos da Península Ibérica, no Ministério do Interior alemão, assim como colaborara nas enciclopédias de Brockhaus e Meyer e em várias revistas e periódicos internacionais, como a Bibliografia Crítica de História e Literatura, dirigida por Francisco Adolfo Coelho.

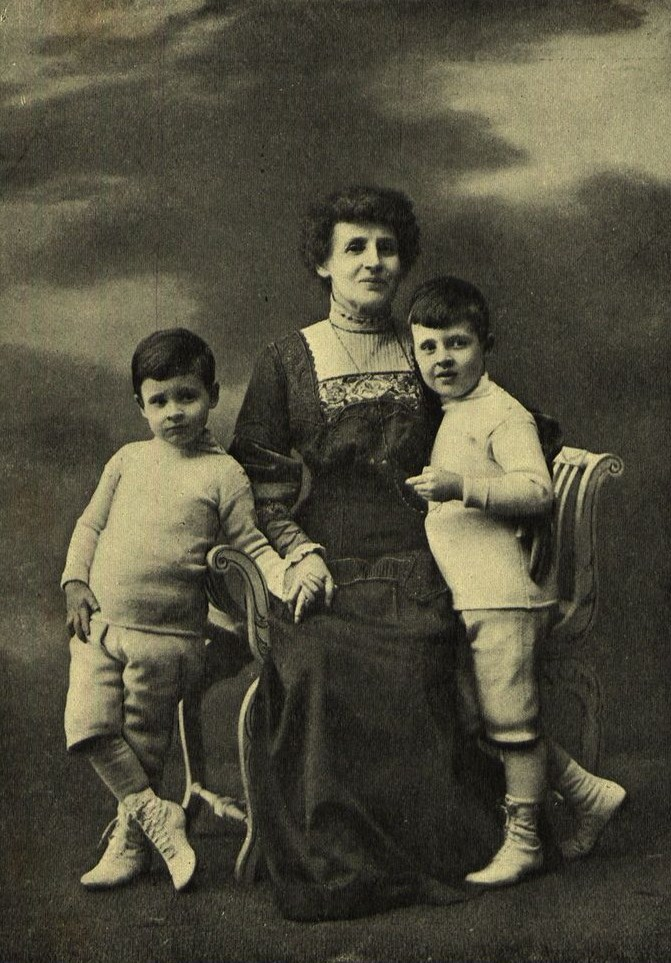
D. Carolina Michaëlis de Vasconcellos com seus netos mais velhos, Manuel e Joaquim Ernesto (1911). Fotografia de Magalhães e C.ª, Porto.

### Casamento
Em 1876, durante a sua colaboração luso-germânica e após o polémico caso da "Questão do Fausto", na qual foi bastante criticada a versão traduzida da obra Fausto, de Goëthe, feita por António Feliciano de Castilho, Carolina Michaëlis conheceu Joaquim António da Fonseca de Vasconcelos, musicólogo e historiador de arte português. Com ele, iniciou uma longa correspondência de cartas que, em pouco tempo, se transformou num fervoroso namoro à distância. Ficou conhecido o episódio em que Joaquim António de Vasconcelos, arrebatado e decidido em ir ao encontro da sua amada, em plena terceira guerra carlista, à falta de comboios, decidiu atravessar os Pirenéus a cavalo. Nesse mesmo ano, os dois casaram-se em Berlim e foi dada a dupla cidadania a Carolina.
Após o casamento, o casal mudou-se para Portugal, dividindo o seu tempo entre a localidade de Vasconcelos, no distrito de Braga, e as cidades de Lisboa e Porto, para além da sua casa de férias em Águas Santas, concelho de Maia. Apesar de ter dedicado esses primeiros anos à sua vida familiar, Carolina Michaëlis de Vasconcelos nunca deixou os estudos e investigações, e em 1877, durante os primeiros meses de gravidez, era frequente vê-la passar as tardes na biblioteca do Palácio Nacional da Ajuda, em Lisboa, a recolher dados sobre a língua e a literatura do folclore português, especialmente do período arcaico. Pouco depois tornou-se sócia honorária do Instituto de Línguas Vivas de Berlim e, em dezembro desse mesmo ano, nasceu o seu primeiro e único filho, Carlos Joaquim Michaëlis de Vasconcelos.

### Investigação literária e carreira profissional
Decidida a investigar mais sobre a literatura, língua e história de Portugal, Carolina Michaëlis de Vasconcelos começou a desenvolver um intenso trabalho de investigação, levando-a a se corresponder com inúmeras figuras da elite intelectual e cultural do país, como escritores, políticos, historiadores, médicos e filólogos, tais como Eugénio de Castro, Antero de Quental, João de Deus de Nogueira Ramos, Henrique Lopes de Mendonça, José Leite de Vasconcelos, Conde de Sabugosa, Teófilo Braga, Trindade Coelho, Anselmo Braamcamp Freire, Sousa Viterbo, Alexandre Herculano, António Egas Moniz e Ricardo Jorge, ou personalidades espanholas, como os escritores Menéndez y Pelayo e Menéndez Pidal, para além de diversas outras figuras de origem francesa, inglesa e alemã.
Pelo seu trabalho na divulgação e valorização da língua portuguesa, em 1901, foi-lhe concedida pelo rei D. Carlos a insígnia de oficial da Real Ordem Militar de Santiago da Espada.
Dez anos depois, em 1911, Carolina Michaëlis de Vasconcelos foi nomeada, por distinção, docente de Filologia Germânica da Universidade de Lisboa, tornando-se na primeira mulher a leccionar numa universidade portuguesa. Um ano depois, por querer estar mais perto da cidade do Porto, pediu transferência para a Universidade de Coimbra, onde viria a reger cinco cursos distintos: dois de Filologia (românica e portuguesa) e três de Língua e Literatura Alemã.
Nesse mesmo ano, foi inscrita e votada para entrar, novamente por mérito, juntamente com Maria Amália Vaz de Carvalho, como membro e sócia da Academia das Ciências de Lisboa, tornando-se assim numa das primeiras mulheres a entrar na prestigiada instituição científica.
Em 1924, dirigiu a revista Lusitânia (1924-1927), uma das publicações de maior projecção cultural em território nacional.

### Feminismo
No início do século XX, Carolina Michaëlis de Vasconcelos tentou fundar em Portugal um conselho nacional feminino, quando apresentou a canadiana Sophia Sanford, tesoureira da mais antiga organização americana feminista internacional, a International Council of Women (ICW), à escritora Olga de Morais Sarmento. Através do envio de um cartão, não datado, a crítica literária e escritora luso-prussiana sugeriu que se reunissem «em sua casa algumas senhoras que falem inglês — e que desejam colaborar no movimento feminista», a fim de todas trabalharem «energicamente a favor do Bem». Apesar da reunião não obter resultados práticos, em 1914 a ideia passou do papel para a realidade quando Ana de Castro Osório fundou o Conselho Nacional das Mulheres Portuguesas (CNMP).
Em 1926, o Conselho Nacional das Mulheres Portuguesas elegeu-a presidente honorária, prestando-lhe homenagem com um número especial da sua revista Alma Feminina.

### Falecimento
Faleceu a 16 de novembro de 1925, com 74 anos de idade, no Porto. No seu enterro, escritores, jornalistas e colegas, assim como o Presidente da República, Manuel Teixeira Gomes, e o rei deposto, D. Manuel II, acompanharam o corpo da escritora desde a sua casa, na Rua de Cedofeita, até ao cemitério de Agramonte.

## Homenagens

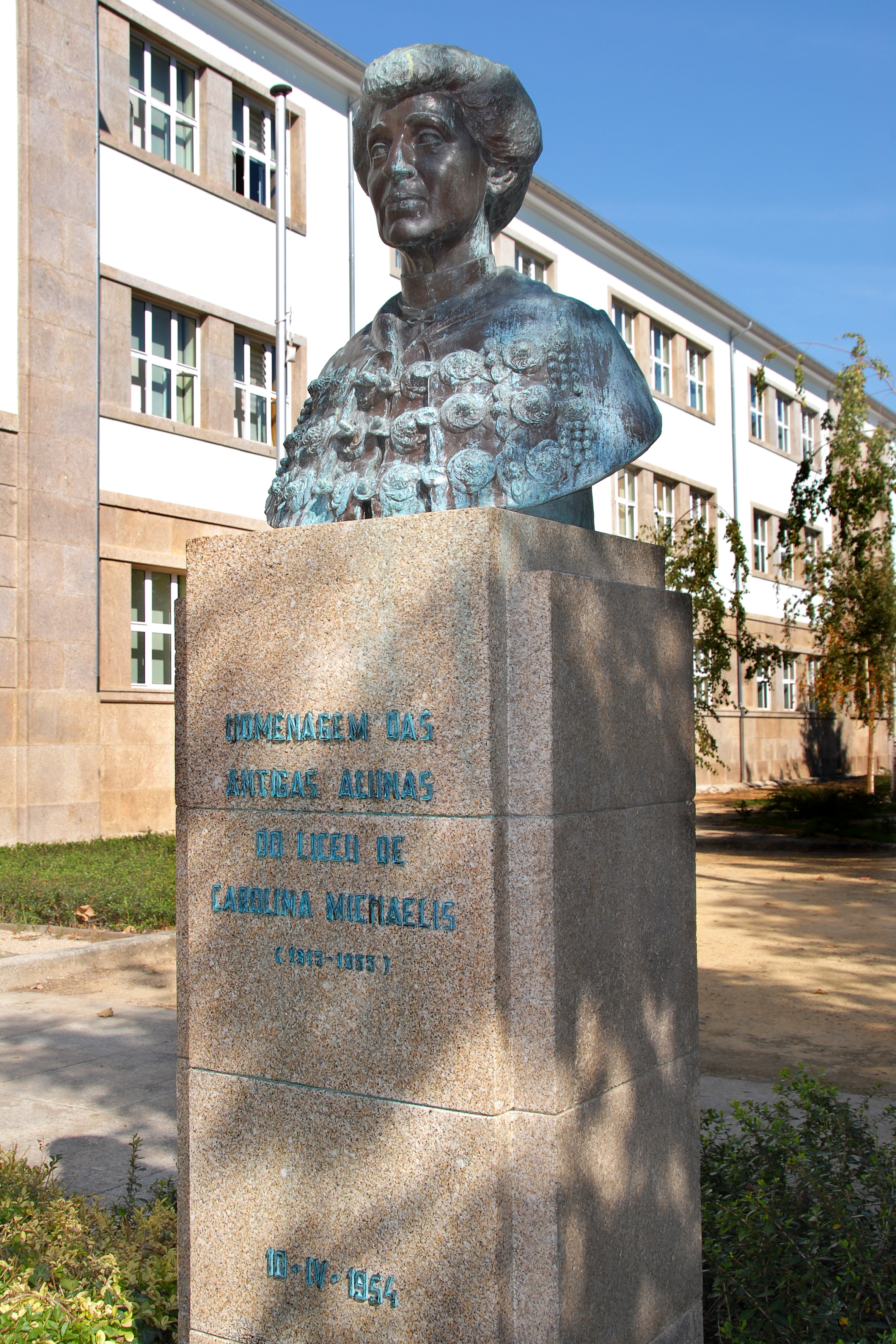
Busto de Carolina Michaëlis da autoria de José Sousa Caldas, no Porto

Em 1972, a Câmara Municipal de Lisboa homenageou a professora dando o seu nome a uma rua na zona do Calhariz de Benfica. Posteriormente, o seu nome passou a figurar também na toponímia dos concelhos portugueses de Oeiras (Linda-a-Velha), Odivelas (Ramada), Maia (Águas Santas), Porto, Almada, Seixal (Corroios), Loures e Coimbra.

Em sua homenagem, na cidade do Porto, local onde viveu parte da sua vida, o seu nome foi também atribuído à Escola Secundária Carolina Michaëlis, escola herdeira direta do Liceu Feminino do Porto, situada na Rua da Infanta Dona Maria, a uma estação do metropolitano (Estação Carolina Michaëlis) e a duas paragens de autocarros, situadas em ambos os sentidos na Rua de Oliveira Monteiro. Na entrada da escola secundária com o seu nome, encontra-se um busto de homenagem à filóloga, realizado pelo escultor português José Fernandes de Sousa Caldas.

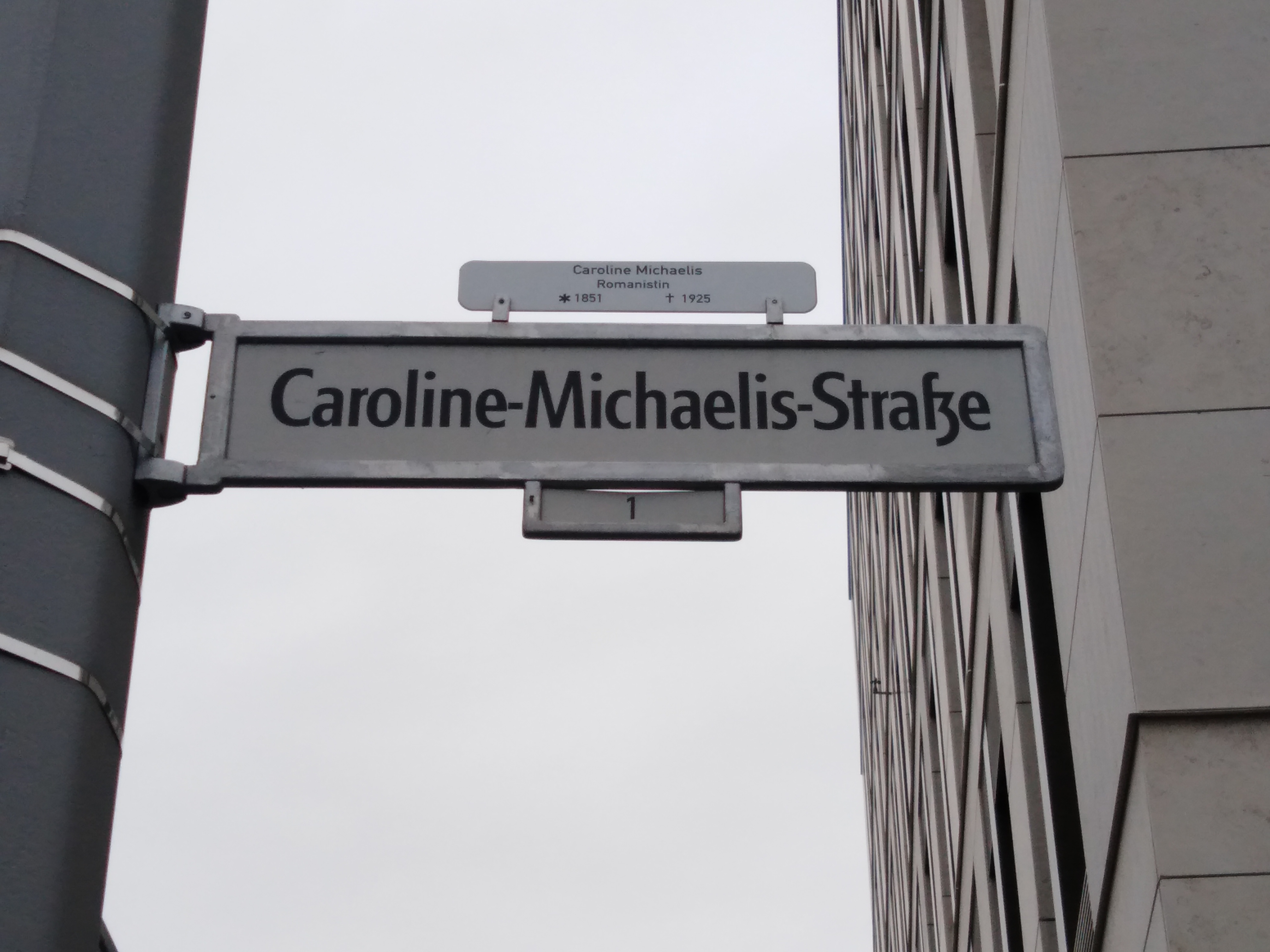
Rua Carolina Michaëlis em Berlim, Alemanha

A 18 de novembro de 2005, por iniciativa da professora Gabriele Beck-Busse, do Instituto de Línguas Românicas da Universidade de Marburgo, o nome de Carolina Michaëlis de Vasconcelos foi atribuído a uma das principais artérias da cidade de Berlim, no centro, perto de Johanesstrasse, rua onde nasceu. A placa da Caroline-Michaelis-Strasse foi descerrada pelo Embaixador de Portugal na Alemanha, João de Vallera, na presença de várias individualidades alemãs e portuguesas.
Em 2006, os CTT - Correios de Portugal emitiram sete selos postais comemorativos, com sete vultos da cultura portuguesa do século XX: o médico e político Miguel Bombarda, o educador e Presidente da Primeira República Bernardino Machado, o cantor de ópera Tomás Alcaide, os escritores José Régio, José Rodrigues Miguéís, Vitorino Nemésio e Bento de Jesus Caraça, e Carolina Michäelis, sendo a única mulher representada e homenageada na coleção. Três anos depois, foi novamente homenageada pelos CTT - Correios de Portugal, com uma nova emissão comemorativa que evocava as activistas dos direitos femininos dos primeiros tempos da República Portuguesa: Maria Veleda, Adelaide Cabete, Angelina Vidal, Ana de Castro Osório, Carolina Beatriz Ângelo, Carolina Michaëlis de Vasconcelos, Virgínia Quaresma e Emília de Sousa Costa.

## Selecção de Obras
- Poesias de Francisco de Sá de Miranda: Edição critica feita sobre cinco manuscriptos ineditos e todas as edições impressas: Acompanhada de um estudo sobre o poeta, variantes, notas, glossario, um retrato e cinco facsimiles, Halle, Max Niemeyer, 1880.[28][29]
- Poesias de Sá de Miranda, 1885[30]
- Fragmentos etymologicos, 1894[31]
- História da Literatura Portuguesa, 1897
- Vida e obras de Luís de Camões, da autoria de Wilhelm Storck, tradução de Carolina Michaëlis, 1898
- Notas aos sonetos anonymos, 1900
- Observações sobre alguns textos lyricos da antiga poesia peninsular, 1901
- A Infanta D. Maria de Portugal e as suas Damas (1521-1577), 1902[32]
- Cancioneiro da Ajuda (2 volumes), 1904[33]
- As capellas imperfeitas e a lenda das devisas gregas, 1905
- Lucius Andreas Resendius inventor da palavra "Lusíadas", 1905
- Dicionário Etimológico das Línguas Hispânicas
- Estudos sobre o Romanceiro Peninsular: Romances Velhos em Portugal, 1909[34][35]
- As cem melhores poesias (líricas) da língua portuguêsa, 1910
- Investigações sobre sonetos e sonetistas portugueses e castelhanos, 1910
- Lições de filologia portuguesa, 1911[36]
- A Saudade Portuguesa: divagações filologicas e literar-históricas em volta de Inês de Castro e do cantar velho Saudade minha - quando te veria?, 1914[37]
- D. Francisco Manuel de Melo: notas relativas a manuscritos da Biblioteca da Universidade de Coimbra, 1914
- Loiros, Á Excellentissima Senhora D. Gloria Castanheira, 1919[38]
- O vilancete de Luís de Camões aos Olhos-Gonçalves: o imperfeito do conjuntivo da língua latina e sua evolução portuguesa para infinito pessoal, 1919
- Notas Vicentinas: Preliminares de uma Edição Crítica das Obras de Gil Vicente, 1920-1922
- Uriel da Costa : notas relativas à sua vida e às suas obras, 1921
- Autos Portugueses de Gil Vicente y dela Escuela Vicentina, 1922
- Estudos camonianos I: o cancioneiro de Fernandes Tomás, 1922[39]
- Mil Provérbios Portugueses, 1922
- A. Fernandes Tomás e a lenda do Abade D. João de Montemór, 1923
- Estudos camonianos II: O cancioneiro do Padre Pedro Ribeiro, 1924
- A questão da naturalidade de Diogo Bernardes e Fr. Agostinho da Cruz, 1924
- Pedro, Inês e a Fonte dos Amores, 1925
- Das origens da poesia peninsular: estudo seguido de quarenta e sete cartas dirigidas a Alfredo Pimenta, 1931 (postumamente)